# Jules Bass
Jules Bass (Filadelfia, Pensilvania; 16 de septiembre de 1935 - Rye, Nueva York; 25 de octubre del 2022) fue un director, productor, compositor de bandas sonoras y escritor de literatura infantil estadounidense.

## Biografía
Se educó en la Universidad de Nueva York, y su primer trabajo fue en una agencia de publicidad de Nueva York hasta principios de los años 1960, cuando fundó la productora cinematográfica llamada Videocraft International, que más tarde se convertiría en Rankin/Bass Productions, Inc. junto a Arthur Rankin Jr. Los dos trabajaron mano a mano durante muchos años, codirigiendo y produciendo una gran cantidad de películas y series animadas en stop motion, de las que quizá las que lograron mayor impacto fueron varios especiales televisivos navideños, como Rudolph the Red-Nosed Reindeer, Santa Claus Is Comin' to Town, Rudolph's Shiny New Year, The Year Without a Santa Claus, Frosty the Snowman, Twas the Night Before Christmas, o Jack Frost. Bass compuso la banda sonora de parte de estas películas, en colaboración con Maury Laws, además de hacer de letrista de varias canciones. Además fue acreditado como director único de algunas producciones de la Rankin/Bass, como Mad Monster Party (1969) y The Daydreamer (1966). 
Bass dejó de dirigir y producir películas en 1987, pero en fechas más recientes ha publicado un par de libros infantiles, protagonizados por Herb, el dragón vegetariano. Desde 2005 divide su tiempo entre la ciudad de Nueva York, su casa en las Hudson Highlands, y París.[cita requerida]

## Fallecimiento
Falleció en la madrugada del 25 de octubre del 2022, en su hogar en el pueblo de Rye, Nueva York.